# Bordo Bereliler

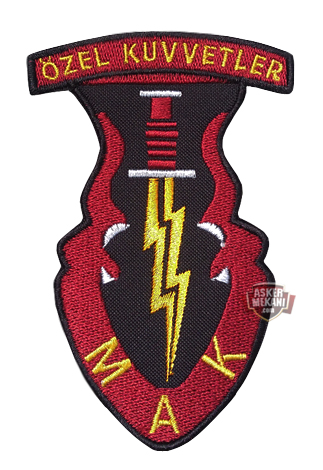
Abzeichen der Bordo Bereliler

Die Bordo Bereliler (dt. bordeauxrote Barette) sind eine Spezialeinheit der türkischen Streitkräfte und unterstehen dem Kommando Spezialkräfte des Generalstabes Özel Kuvvetler Komutanlığı (ÖKK). Die offizielle Bezeichnung der Bordo Bereliler lautet Özel Kuvvetler (Spezialkräfte).

## Geschichte
Die Einheit wurde am 27. September 1952 unter dem Namen Hususi ve Yardımcı Muharip Birlikleri (Spezial- und Hilfskampfeinheit) gegründet. Die Aufstellung erfolgte, um Kräfte zur Durchführung von verdeckten Operationen hinter feindlichen Linien zur Informationsgewinnung und für verschiedene Kommandooperationen zur Verfügung stellen zu können. Aufgrund der geänderten militärischen Lage ab Anfang der 1990er Jahre wurde die Einheit mehrfach umstrukturiert. Am 14. April 1992 erhielt sie ihren jetzigen Namen und wurde als Spezialkräftekommando in Brigadegröße,  2006 zur Division und 2016 zum Korps umstrukturiert. Während der Umstrukturierungen wurden die Bordo Bereliler von den Vereinigten Staaten ausgerüstet und trainiert.

## Allgemein
Die Bordo Bereliler sind, neben den Su Altı Taarruz (SAT) und Su Altı Savunma (SAS), eine von drei Spezialeinheiten des türkischen Militärs. Ihr Einsatzgebiet umfasst sowohl das Inland als auch das Ausland. Die Einheit besteht ausschließlich aus Offizieren und Unteroffizieren, die aus dem Personal anderer Truppenteile des türkischen Heeres, vornehmlich aus der 1. und 2. Kommando Brigade auf freiwilliger Basis ausgewählt werden. Die Bordo Bereliler unterstehen direkt dem Chef des Generalstabs.

## Ausbildung
Die Ausbildung dauert etwa dreieinhalb Jahre und besteht aus zwei Teilen. Die Aspiranten müssen einen Wissenstest und einen Fitnesstest absolvieren, um zur Ausbildung zugelassen zu werden. Diese beiden Tests werden nicht von allen bestanden. Bewerber, die mindestens eine Fremdsprache beherrschen, werden bei der Auswahl bevorzugt. Die Trainingsprogramme umfassen Sprachschulungen, ideologische Ausbildung, asymmetrische Kriegführung und allgemeines Gefechtstraining. Die ideologische Schulung beinhaltet die Lehren des Kemalismus und die politische Geschichte der Türkei.
Der erste Teil der Ausbildung wird an der Foça-Gendarmerie-Schule durchgeführt und beinhaltet als allgemeine Ausbildung für alle Mitglieder der Bordo Bereliler die Gefechtsausbildung unter und über Wasser, Scharfschützenausbildung, Ausbildung im Entschärfen von Landminen, Fallschirmsprungausbildung, Nahkampf, Konditionstraining, Führen von Verhören und psychologische Kriegsführung. Viele Bewerber bestehen den ersten Ausbildungs- und Prüfungsteil nicht. Wer den ersten Teil der Ausbildung erfolgreich beendet hat, wird zum zweiten Teil zugelassen, der meist in den Vereinigten Staaten stattfindet. Dort trainieren die angehenden Spezialkräfte mit den Special Forces und den Rangern.
Die Bordo Bereliler nehmen darüber hinaus an verschiedenen NATO-Übungen teil und richteten 2007 mit der Anadolu-Übung ein Manöver von Spezialkräften der Türkei, der Mongolei, Aserbaidschans und Kasachstans aus.

## Auftrag
Die Bordo Bereliler sind als Luftlande- und Bodenstreitkräfte einsetzbar. Sie führen verdeckte Operationen hinter feindlichen Linien, Informationsgewinnung und verschiedene Kommandooperationen durch. Ebenfalls werden sie für Anti-Terror- und Rettungsaktionen eingesetzt und sind neben anderen zuständig für innere Sicherheit und den Schutz hochrangiger Militärs.

## Ausrüstung
Die Bordo Bereliler nutzen die Standardbewaffnung der türkischen Streitkräfte.

## Einsätze
Die Bordo Bereliler werden seit 1992 teilweise inoffiziell regelmäßig in der türkisch-irakischen Grenzregion und in der Autonomen Region Kurdistan eingesetzt. Darüber hinaus wurden folgende Einsätze bekannt:
- 1998 Entführung von Şemdin Sakık, einem der führenden Köpfe der PKK, aus Dohuk in der Provinz Nordirak.
- 1999 Entführung des Führers und ehemaligen Vorsitzenden der als terroristische Vereinigung eingestuften Arbeiterpartei Kurdistans Abdullah Öcalan in Nairobi im Zusammenwirken mit dem türkischen Geheimdienst und mit der Hilfe des israelischen Auslandsgeheimdienstes Mossad und der CIA.[2][5][6]
- April 2003, Mitglieder der Bordo Bereliler werden von US-Streitkräften am Waffenschmuggel in die Stadt Kirkuk gehindert.
- 4. Juli 2003, 11 Mitglieder der Bordo Bereliler, unter ihnen ein Oberst und zwei Majore werden von Soldaten der 173d Airborne Brigade der United States Army in Sulaimaniyya aufgegriffen und festgenommen. Bei den Festgesetzten wurden etwa 15 Kilogramm Sprengstoff, mehrere Scharfschützengewehre, Granaten und Karten der Stadt Kirkuk gefunden, auf denen Gebäude markiert waren, die sich in der Nähe der Büros des Gouverneurs von Kirkuk befinden. Der Einsatz der 173d Airborne Brigade wurde angewiesen, nachdem Geheimdienstinformationen vorlagen, nach denen die türkischen Spezialkräfte ein Attentat auf den kurdischen Gouverneur der Provinz Kirkuk ausführen sollen.[7][8][9]
- Oktober 2007, nach der Entführung von 8 türkischen Soldaten im Nordirak wurden die Bordo Bereliler für die Befreiung und Rückführung erfolgreich eingesetzt.
- im Januar 2008 wurden Mitglieder der Bordo Bereliler in alle türkischen Camps im Nordirak entsandt, um die Aktivitäten gegen die PKK zu intensivieren.
- Januar–Juni 2008, Aufklärung und Vorbereitung für Luftangriffe der türkischen Luftstreitkräfte auf PKK Stellungen
- Februar 2008, Aufgrund massiver Kritik der USA und irakischen Kurden wurde die "Operation Sun" im Nordirak nach kurzer Zeit beendet.
- Februar 2015, Entsatz türkischer Soldaten, die in einer vom IS belagerten Exklave das Mausoleum mit den Überresten von Süleyman Sah (Grossvater des Begründers des Osmanischen Reichs) bewachten, durch etwa 600 Soldaten, darunter Mitglieder der Bordo Bereliler.
- April 2016, Tötung von 9 PKK-Angehörigen im Kreis Lice
- Mai 2016, vorbereitende Aufklärung von IS-Stellungen in Syrien, durch etwa 20 Mitglieder der BB, für später durchgeführte Luftangriffe.
- August 2016 Einsatz im Rahmen der Mission "Schutzschild Euphrat" gegen kurdische Verbände (DKF, YPG)[10] und den IS in Nordsyrien.[11][2]
- 2019 Einsatz im Rahmen der Operation Olivenzweig (Zeytin Dalı Harekâtı) in Nordsyrien
- 2019 Einsatz im Rahmen der Operation Klaue (Pençe-Harekatı) im Nordirak
- 2019 Einsatz im Rahmen der Operation Friedensquelle (Barış Pınarı Harekâtı) in den nördlichen Provinzen Syriens
- 2020 Einsatz im Rahmen der Operation Adlerklaue (Pençe-Kartal Operasyonu) in den irakischen Kandil-Bergen
- 2020 Einsatz im Rahmen der Operation Tigerklaue (Pençe-Kaplan Operasyonu) in den irakischen Kandil-Bergen